# アメリカン・パイ3:ウェディング大作戦
『アメリカン・パイ3:ウェディング大作戦』（原題: American Wedding）は、2003年のアメリカ合衆国の映画。

## あらすじ
大学卒業の日が近いジムは恋人のミシェルと結婚することを決意し、ミシェルのための結婚式の計画を立て始めた。
だが、ジムの悪友であるスティーブ達は、ミシェルの妹ケイデンスを巡って喧嘩し、おまけにジムの独身最後の日を記念したパーティーにストリッパーを呼ぶ始末。
果たして、ジムとミシェルの結婚式はどうなってしまうのだろうか。

## キャスト
括弧内は声の出演
- ジム・レヴェンスタイン：ジェイソン・ビッグス（成田剣）
- スティーヴ・スティフラー：ショーン・ウィリアム・スコット（高木渉）
- ミシェル・フラハティ：アリソン・ハニガン（本美奈子）
- ポール・フィンチ：エディ・ケイ・トーマス（杉山大）
- ケビン・マイヤーズ：トーマス・イアン・ニコラス（阪口大助）
- ケイデンス・フラハティ：ジャニュアリー・ジョーンズ（中村千絵）
- ジムの父：ユージン・レヴィ（星野充昭）
- ジムの母：モリー・チーク（佐藤しのぶ）
- ハロルド・フラハティ：フレッド・ウィラード（中田譲治）
- フロイライン・ブランディ：アマンダ・スウィステン（松岡洋子）
- レスリー・サマーズ：レイナルド・ガリェーゴス
- ベアー：エリック・アラン・クレイマー（志村知幸）
- メアリー・フラハティ：デボラ・ラッシュ
- スティーヴの母：ジェニファー・クーリッジ
- ジョン：ジョン・チョー（坪井智浩）
- ジャスティン：ジャスティン・イスフェルド（杉山紀彰）
- おばあちゃん：アンジェラ・ペイトン
- クリスタル巡査：ニッキー・シーラー・ジーリング
- ヘッドコーチ：ローレンス・プレスマン
- ローレン・レスター
- ジスコフスキー夫人：ジュリー・ペイン

日本語吹替その他：瀬畑奈津子、加藤沙織、寺田はるひ、細野雅世、酒井敬幸、平野俊隆
日本語版制作スタッフ　演出：神尾千春、翻訳：アンゼたかし、制作：ACクリエイト

## シリーズ
- 第1作 『アメリカン・パイ』 American Pie (1999)
- 第2作『アメリカン・サマー・ストーリー』 American Pie 2 (2001)
- 第4作 『アメリカン・パイ in バンド合宿』 American Pie Presents: Band Camp (2005) ※ビデオムービー
- 第5作 『アメリカン・パイ in ハレンチ・マラソン大会』 American Pie Presents: The Naked Mile (2006) ※ビデオムービー
- 第6作 『アメリカン・パイ in ハレンチ課外授業』American Pie Presents: Beta House (2007)
- 第7作 『アメリカン・パイ in ハレンチ教科書』American Pie Presents: The Book Of Love (2009)
- 第8作 『アメリカン・パイパイパイ!完結編 俺たちの同騒会』American Reunion (2012)